# シャール 2C
シャール 2C（FCM 2Cとしても知られる）は、第一次世界大戦中にフランスで開発された超重戦車であり、多砲塔戦車である。
なお、“シャール（Char）”とは元来はフランス語でチャリオット（英語では“Chariot”）、すなわち古代の戦闘用馬車のことで、転じて近代兵器としての戦車を指す。“Char 2C”とは正確に訳すれば「2C型戦車」という意味となる。

## 概要
シャール 2Cは第一次世界大戦中に計画・開発されたフランス初の実用型重戦車である。しかし、その計画には様々な困難と問題があった上、フランス軍には実用化の意思が薄かったため、第一次大戦中には完成しなかった。
戦後にようやく10両が生産されたが、より先進的な戦車が1920年代から1930年代を通して開発され、本車の兵器的価値はゆっくりと減少した。第一次世界大戦後に「戦車」というものの実用性と運用思想が固まっていく中で、明らかに旧式の思想で開発された本車には有用性が見出されず、もっぱら士気高揚のプロパガンダに利用されていた。
第二次世界大戦においてはすでに旧式化しており、実戦配備はされたものの、撤退に伴う輸送中に行動不能となって自爆処分され、戦闘を経験することはなかった。
本車は実用上必要な性能を達成して実用化されたフランス唯一の超重戦車となった。電気式駆動機構で実用化された数少ない戦車の一つであり、10mを超える車体長は実用戦車としては21世紀に至っても史上最大である。重量的にもある時点までは世界で最も重い戦車で、第二次世界大戦後期にティーガーII重戦車が開発されて実戦投入されるまでは、本車は世界最大にして最も重い戦車であった。

## 開発

### 開発までの経緯
第1次世界大戦2年目の1916年9月15日、イギリスは最初の戦車であるマークIを配備した。様々な実用上の問題はあったものの、「戦車」は衝撃的なデビューを飾り、これを受けてフランス国民も自国が計画する戦車開発に強い興味を抱くようになった。
フランス陸軍全体としての開発方針は軽快で快速な中～小型の戦車の開発を考える派が優勢であり、技術的困難が大きいと予想される重戦車には冷淡で、幾つかの指針でも「重戦車は不要である」という判断であったが、重戦車推進派の砲兵副長官、レオン・ムーレ（Léon Augustin Jean Marie Mouret）将軍は、内密に重戦車の開発を推進し、フランス南部、トゥーロンの南にあるラ・セーヌ＝シュル＝メールに所在する造船所であるFCM社（Forges et Chantiers de la Mediterranee：地中海鉄工造船所(仏語版)）に独断で重戦車開発と試作車の生産を発注しており、同社の装甲戦闘車両開発の責任者に任命された、ジャミー（Jammy）とサヴァティエ（Savatier）の両技師のチームにより1917年の末には最初の試作車が完成していた。
1917年、自らが主導した大攻勢の失敗で更迭された前最高司令官、ロベール・ニヴェル将軍に変わりフランス軍の新最高司令官となったフィリップ・ペタン将軍は、戦車開発方針について対立していたムーレの失脚により戦車開発を掌握した、軽戦車推進派でフランス最初の実用戦車、シュナイダーCA1の開発者でもあるジャン・エスティエンヌ(仏語版)）准将に対し、これ以上の計画を終了させるよう要請した。エスティエンヌは表面的には同意しつつも、「重戦車は軽量型戦車に優先して生産される必要はないが、それらが必要とされる局面がまったく無いということはなく、重戦車が活用される状況は限定的ながら、投入する局面を誤らなければ大きな戦力になる」と考えており、少数ではあっても重戦車を装備した部隊を編成することを構想していたため、計画の続行を承認させ、試作車を用いた試験も続けられることになった。

### 2C戦車の誕生まで
こうしてフランスで重戦車の開発が進む一方で、連合国は1919年の春に再び大規模な攻勢を行うことを計画していた。この大攻勢計画では、これまでの失敗を踏まえて連合国の各軍・各兵科が高度に連携した作戦行動を行うことが必須であるとされ、エスティエンヌはこの大攻勢を自らの構築した機甲部隊運用の理論を実践する最初の（そしておそらく最後の）機会と考え、多数の軽量級戦車とそれを支援するための相当数の重戦車の整備を訴えた。
しかし、現実問題としてフランスの国家経済は当初の予想を大幅に上回る期間の戦争で人的にも財政的にも資源的にも疲弊しており、エスティエンヌ始め軍部の求めるような規模の戦力の整備は困難な状況になっていた。このようなフランスの状況を鑑み、「1919年大攻勢」の実施が危ぶまれることを懸念したイギリスから、アメリカ・イギリス・フランスの三国共同で開発・生産する計画が進行中であるマークVIII型戦車（英語版）を、フランスが重戦車を自前で生産する労力を形だけでも払った場合、最大で700両をフランスに対し供与する、という提案がなされた。これは要するにフランス軍向けのマークVIII型戦車の大部分をイギリスが負担する形で提供する、というものである。
この提案は、重戦車の必要性を感じつつも主力となる軽量級戦車の生産に影響を及ぼしたくないエスティエンヌと、重戦車開発計画そのものを不要と考えるペタンにとっては実に好都合で、フランス軍は新型戦車を最小の労力で入手すべく、自国の重戦車開発計画を表面上支持すると共に、実際には計画が実行されないように取り計らうことにした。エスティエンヌはムーレの推進していた3種類の重戦車開発計画のうち、最も重量のあるタイプを選択し、更に開発中のFCM 1B重戦車の仕様を加えて再設計したものだけを生産すると決定した。これであれば、完全に新規の試作車両を必要とするために長期の開発期間が必要で、実際には生産されないままに延々と内容のない開発計画を継続できると考えたからである。これに関しては、開発と製造に際して多大な利益がもたらされる重戦車が国産されないことに、ルノー、FCMの両社を筆頭としたフランスの重工業界からの反発が予想されたため、国内企業にも利益が上がる形で導入計画を進めなければならない、といった利権上の理由もあった。
1918年には、FCM 1Aを発展させたものとして、車体を拡大、前部の75mm砲装備（105mm砲への変更が検討されたがとりあえずは75mm砲装備として設計された）主砲塔に加えて後部に機銃装備の小砲塔を追加、動力はガソリンエンジン＋電動機を動力とした電気駆動とした総重量65t超の重戦車の設計案が提示されて採用され、「FCM 2C」（Char 2C（2C戦車）の名称が与えられた。開発と試作車の製作はFCM 1Aに引き続きジャミーとサヴァティエの両技師が担当した。
シャール2Cはこのような経緯により誕生したものだが、前述のようにフランス軍首脳にはこの車両を生産する意思はなく、計画を遅延させるべく、ペタンは1919年3月までに300台の2C重戦車を準備するよう求め、不当に高い生産数を要求した。これらの決定は目論見通り重戦車開発計画にさらなる遅れを引き起こした。この問題は、首相と防衛大臣を兼務したクレマンソーとルイ・ルシュール(仏語版)軍需大臣の間に反目が勃発した原因となった。ルシュールは必要なだけの鋼材と労働力をそろえるのは不可能と主張したが、一方、エスティエンヌとペタンは計画を「予定通り」順延させるため、更なる要求で問題をいっそう難しくした。ペタンは渡渉用の特殊なポンツーンを要求し、エスティエンヌは破城槌と電気式地雷探知機の装備を要求した。また、本車が搭載する無線機もより能力が大きいものを複数搭載することが要求され、仕様が二転三転した。このように、政治的事情によりシャール2Cの開発と生産はひたすら遅延し、1918年11月11日の戦争終結時に至っても1両も生産されていなかった。
なお、マークVIII型戦車はイギリスとアメリカが各種コンポーネントを分担して生産し、最終組立工場をフランス国内に建設して現地で完成したものを各国軍に配備する計画になっていた。しかし、英仏の工業生産力は既に自国向けのもので手一杯であり、パリの南に計画された工場の建設は予定よりも大幅に遅れた上、イギリスからの部品の供給も遅延し、生産態勢が整った1918年秋には戦争が集結したため、戦争中にはほとんど生産されぬままに終わった。

### 最終的な結果
第一次世界大戦が終わった当初、シャール2Cの生産命令は撤回された。しかし、長らくフランス重工業界は総力戦を前提とした戦時態勢を続けていたため、平時としては相当な余剰生産能力があり、戦争終結による急激な需要減を埋め合わせるために、国産の新型重戦車を採用させようとする強い政治的圧力が残っていた。結局エスティエンヌは1919年4月に2Cを10両配備すると決定し、その代わりに他の全ての提案を拒絶した。これは完全に成功せず、1920年には250mmの装甲を持つ総重量600tの戦車の建造が兵器技術部門に提案されたが、後に撤回された。この時点では、FCM社では開発チームが試作車両の仕上げにかかっており、その他の9両がほぼ同時進行で生産されていた。
シャール2Cの試作車1両＋量産車9両、計10両は1921年に揃って完成したが、電気式駆動機構は実用上の問題が多発する上、当初搭載されたルノー製V型12気筒液冷ガソリンエンジン（220馬力、1,200回転/分）は設計上の出力を発揮せず、出力不足から走行性能が低く、最高速度は10km/hがせいぜいだった。完成後、1923年までかけて順次エンジンをドイツより戦時賠償の一環として引き渡されたダイムラー社製直列6気筒液冷ガソリンエンジン（180馬力）2基に換装し、ようやく要求性能を達成することが可能になった。これらの車両は、1931年にルノー D1(仏語版)歩兵戦車の前期シリーズが開発されるまで、国内市場のために生産された最後のフランス戦車となった。
なお、シャール2Cの開発と生産には、総額200万フラン（当時）が費やされた。

## 構成
シャール 2Cはこれまで開発されて実用化された戦車の中では、100年近く経った21世紀初頭でもいまだに最大の車体全長を持つ戦車である。尾橇を装備した際の車体長は12mに達した。車体底面の最低地上高は60cm、車輪中心間距離(輪距)は225cmである。
構造的には原型となったFCM 1Aを発展させた拡大型であり、その基本設計は第一次世界大戦当時のもので、車内も乗員区画と機関室は完全に区分されておらず、機関士により車内から走行中も整備を行うことを前提とした構造になっていた。車体正面装甲は45mm、側面は22mmと、第一次世界大戦末期の開発当時から第二次世界大戦初頭にかけての戦車としては厚い方であり、その巨大な寸法に装甲を施したために、全備重量は69tにもなった。
車内は中央部にある機関室を挟んで2つの戦闘室が配置され、前後の連絡用に伝声管が設置されていた。前側の第1戦闘室には操縦室があり、操縦士と前方／左右機関銃手の3人が搭乗した。車体後端には上方に傾斜した三角形を持つ大型の尾橇を装着していた。これは幅の広い塹壕を渡る際に、車体後部が塹壕に落ちて“尻餅”を突くことを防ぐためのものである。尾橇は全長2mもあり、鉄道による輸送時など、必要としない場合には取り外すこともできた。
第1戦闘室の後部にはmodèle 1897 75mmカノン砲を車載型に改良した主砲を装備する三人乗り砲塔が載せられ、後方の第二戦闘室にはホッチキス Mle1914 8mm機関銃装備の一人用砲塔（銃塔）が備えられていた。主/副砲塔のほか、車体正面、および左右側面の合計3カ所にはMle1914機関銃装備の球形銃架が設けられており、歩兵の肉薄攻撃に対抗した。
搭載弾薬は75mm砲弾が124発、8mm機関銃弾が24連保弾板方式で9,504発、後には新開発の非分離式250連金属製弾帯方式に変更されたものを9,500発搭載した。
主砲塔の装甲厚は最大35mm、最小13mm、副砲塔の装甲厚は全周22mmである。2つの砲塔には両方ともストロボスコープで視察できる司令塔を持っていた。なお、主砲塔、銃塔共に機構的には360度全周旋回が可能だが、間にある機関室上面部は一段高くなっている関係上、実際の旋回範囲は左右それぞれ170度に制限されていた。そのため、主砲塔は車体後面方向を、銃塔は車体正面方向を指向することはできない。また、主砲塔の直径は車体上部よりも大きいため、砲塔基部（ターレットリング部）は若干左右に張り出している。
無線機はモールス符号の送受信が可能な短波無線機ER 53（émetteur-récepteur 53＝53型送受信機）を搭載し、専門の教育を受けた無線士により操作された。
中央部の機関室にはドイツ製の出力250馬力の直列8気筒液冷ガソリンエンジンが配置されている。2基のエンジンは機関室の左右に配置されており、中央部は後部の第2戦闘室への通路となっていると共に、ここからエンジンの調整と整備を行うことができた。エンジンそのものは液冷式だが、戦闘室と機関室の間に完全な隔壁がなく、エンジンが発生させる熱が直接伝わっていることに対処するためと、後述の発電機および電動機の冷却用に強力な送風機が設置されていた。吸気口は車体側面上部に長方形のものが横列に設置されており、右側面に3口、左側面に4口が開口されている。一段高くなった機関室上面には排気管やラジエーターが並べられており、その様相はさながら工場地帯のごとくである。ラジエーターや排気管、吸排気口が剥き出しであることは防御上の問題だとして、機関室上面や側面の吸気口を装甲板で囲う、または金網で傾斜した覆いをつける（手榴弾対策用）といった改修がなされた時期もあった。機関室上面部の最後端には後部戦闘室に通じる円形と角形のハッチが横列に並んでおり、左側の円形ハッチの前には無線アンテナの基部がある。このほか、車体側面には前部（左側面）と後部（右側面）に角形のドアがあった。
駆動装置には、エンジンからの出力軸に直流発電機（出力 600VA）を直結し、それによって得られる電力で電動機を用いて駆動するガス・エレクトリック方式が用いられている。2基の発電機は1基ずつ左右のエンジンの前部に配置され、第1戦闘室に張り出していた。電動機は最後部に配置され、チェーンと最終減速機を介して最後輪である起動輪を駆動した。この機構により、本車は複雑な機械式変速装置を持たずに変速・操向が可能であり、最高速度こそ15km/hと低いものの、その巨体と重量に比してスムーズな操縦が可能であった。ただし、この方式は左右の電動機の回転を完全に同一にすることが難しいため、左右の走行装置が厳密には同調せず、長距離を直進することが難しい、という問題点があり、ガソリンエンジンの出力を直接駆動力にすることに比べると効率の面では劣っていた。また、エンジンに加えて発電機と電動モーターを必要とすることは、機械式変速機が不要になるとはいえ、直接駆動式に比べると機関・駆動関係に大きな容積と重量が必要であり、電気系統の整備と調整・修理のための専門の技術要員を必要とするという問題もあった。発電機と電動機の発生させる熱量も大きく、これらに対する冷却にも問題があり、総じて1920～30年代の技術では無理の多いもので、故障も多かった。このほか、主機関を動かしていない場合に電源を確保するための4ストロークガソリンエンジン（80馬力）付き発電機（発生電圧 80ボルト）がある。この発電機は主機始動用にも使用された。ガソリンエンジン用の燃料は7か所のタンクに1,950リットルを搭載し、150kmの航続距離を有した。
転輪は小径の車輪を多数並べた方式で、直径がやや広い転輪と狭い転輪を交互に配置した“挟み込み式”と呼ばれる方式になっており、前／後部は板状のフレームに取り付けられた無懸架転輪（障害物を乗り越える際以外は接地していない）であり、中央部（常時接地している部分）は1基の板ばね付ボギーにつき4個の車輪が組み合わせられた懸架装置付き転輪が片側5組、左右計10組備えられている、という複合方式になっている。転輪は片側37個、左右合計で74個もあった。このほか、前部誘導輪の直後に1つ、後部起動輪の直前に3個、左右計8個の上部支持輪がある。転輪部分側面は鋼鉄板（下端部分はキャンバス製）のスカートで覆われていた（時期や車両によっては装着されていない）。履帯はリンクアッセンブリに大型の踏板（ソールプレート）を組み合わせた独特の形式で、この形式の履帯は本車の原形であるFCM 1Aから第二次世界大戦中に開発、戦後に生産されたフランス最後の重戦車であるARL-44に至るまで、フランス製重戦車ほぼ全てに用いられている。
シャール2Cは、幅425cmまでの溝を横断することが可能で、これは標準的なサイズで構築された歩兵用塹壕であればほとんどのものを無理なく横断でき、想定戦場であったフランス北部にある典型的なサイズの運河を横断して通過することができた。全高170cmまでの垂直の障害物を乗り越えることができ、70％(34°)までの勾配を登ることができた。水陸両用性能はなく、そのための装備も用意されていないが、設計上の渡渉可能深度は140cmで、宣伝映像では池や川を事前準備なしで渡渉しており、車体部がほぼ水没する状況で渡渉していることから、短時間ならば車体上面／砲塔まで全没しない程度であれば水中走行も可能であったようである。
70トンに達する重量と時速20キロに満たない走行能力のため、長距離の自走移動は不可能と考えられたため、本車には専用の鉄道貨車が用意されていた。これは鉄道用重量物運搬車（大物車）の一種で、尾橇を外した2C重戦車の車体前／後面部に結合したビーム（梁）をジャッキで持ち上げた後、ビームと3軸台車を結合し、前後に台車を備えた一両の低床式（吊掛式）貨車として牽引するという方式である。この作業のために専用の35tジャッキ4基が用意されていた。また、砲塔上の展望塔は鉄道の車両限界に対応するために取り外すことができた。積載作業には平均して4時間を要した。
変わった装備としては、整備作業に用いるための組み立て式のクレーンが用意されており、砲塔側面と後面にはAフレーム型のクレーンアームを装着するための接続部品が設けられていた。クレーンアームを装着した場合は砲塔を旋回式のクレーンとして用いることができる。このクレーンアームは車体前面に装着することもできた。
本車は12名の搭乗員を要した。車長、操縦手、砲手、装填手、4人の機関銃手（前方銃手、側方機関銃手2名、後部銃塔手）、無線手、機関士、電気技術士、機関／電気技術士補佐である。若干の文献では搭乗員数を13名としているが、これはおそらく中隊長を含めた搭乗員が車両の前で整列した写真があるためである。

## 発展型
1923年から1926年にかけて、車両番号09、後に「シャンパーニュ」と名付けられる生産9号車が、シャール 2C bisに改修された。
前部砲塔を鋳造製砲塔にシュナイダー 155 C modèle 1917 155mm榴弾砲を基にした車載榴弾砲を搭載したものに変更し、更に前部砲塔の直後にストロボスコープ付きの司令塔を備えた戦闘室を増設し、前部正面および左右の機関銃座が廃止されていた。エンジンは新型のソッター・オル（Sautter-Harlé）(独語版)製 直列6気筒液冷ガソリンエンジン（250馬力）2基に換装され、これらの変更により総重量は約74tとなった。しかしこの改修は一時的なもので、1926年内には車両は元通りに改修しなおされた。不要となった155mm榴弾砲塔はチュニジアのマレスライン(仏語版)で地上砲台として使われた。
1939年11月15日から12月15日の間、生産6号車（車両番号7（後には97）、愛称は「ノルマンディー」（改修後は「ロレーヌ」と改名）は中隊指揮戦車として広域無線機ER 55を追加搭載し、更に(株)オメクール製鉄所（Société des Aciéries d'Homecourt）(仏語版)にて実験的に追加装甲を施された。これはドイツ軍の標準的な対戦車砲に対抗できるようにしたものである。これにより前面装甲は90mm（側面65mm）まで強化された。この追加装甲によりおよそ75トンの重さとなった「ロレーヌ」は、その時点におけるどの実用的な戦車よりも重厚な装甲を施された、最も巨大かつ実戦投入可能な戦車となっていた。
1939年には全車のエンジンをそれまでのダイムラー製から、同じくドイツより接収されたマイバッハ製直列6気筒液冷ガソリンエンジン（250馬力）2基に換装する作業が行なわれた。
このほか、無線機を音声通話可能な機種に変更することや、車内にインターコム（インターホン）を装備して乗員間の意思伝達を向上させる、といった近代化改修も計画されたが、実施はされないままに終わった。

## 後継車両
1938年、本車の後継として12両のFCM F1(仏語版)戦車が発注された。これは車両中央の機関室を挟んで前部に47mm、後部に90mmの戦車砲を装備した大型砲塔を備える複砲塔式重戦車であった。この、総重量139t、最大100mmの装甲を備え、2基の500hpエンジンにより24km/hで走る「陸上軍艦」は、第二次世界大戦が始まった後の1940年4月27日に正式に発注されたが、ドイツ軍のフランス侵攻の時点ではモックアップが完成していたのみで、この後継車両が就役する前にフランスは降伏し、開発計画も中止された。
なお、採用はなされなかったものの、FCM F1の競合案として「3C重戦車」（Char 3C）があり、これは155mm砲を搭載した主砲塔と75mm砲を搭載した副砲塔を備えた、装甲厚最大50mm、全長12m、総重量74トンの多砲塔重戦車で、2C bisの試験結果を基に2C重戦車を拡大したデザインであったが、検討の初期の段階で選定より外されている。
なお、ドイツにおいて、2C重戦車、3C重戦車、D重戦車に対抗するために、1935年から開発が始まったのが、「D.W.I/II」（後に「VK.30.01」に改称。後のティーガーIの前前段階）である。

## 運用
1921年、生産された10両のシャール 2Cはランスの東南にあるムールムロン（仏語版）に駐留する第51戦車連隊第1重戦車大隊に配備された。3両で一個中隊を編成し、戦時は連隊内の他の戦車大隊に中隊ごとに重戦車部隊として分散して配備される編制であった。
本車はその独自の駆動機構のために故障が多く、実戦部隊に配備されたものの稼働率が低かった。更に、戦間期の軍事予算の削減された状況下では行動に莫大な燃料を必要とする本車には訓練のための十分な予算が回されず、1920年代を通して稼働率が60％を超えたことはなく、1930年代初頭には実際の稼働車は常時3両程度、それ以外の車両は車庫で予備車とされている、という状況で、部隊運用が可能な限界の両数だけが辛うじて維持されている状況となっていた。電気式駆動機構の複雑さに加え、エンジンがドイツ製であることは予備部品の調達に大きな問題があり、フランスの兵器として運用されるには多大な問題があった。
1935年のドイツ再軍備宣言と翌年1936年のラインラント進駐により欧州情勢が緊迫化すると、フランスでは対独戦の危機に備えて軍備の見直しが始まり、第51戦車連隊は1936年7月9日付で第511戦車連隊（仏語版）として改編され、これに伴ない車両番号はそれまでの生産順に振られていた1～10の連番から91～90の連番に改められた。部隊は改編に伴ってヴェルダンに移動し、以後ここに駐留した。
1939年6-7月には第511戦車連隊内に第51戦車大隊が新編され、2C重戦車は一括してこの大隊の所属となった。予備車の復帰が行われ、一個中隊3両編成の中隊2個と指揮戦車仕様に改装された大隊指揮車1両の計7両で大隊を編成した。
7両の2C重戦車はヴェルダンの東にあるヴェルリュプト（仏語版）の駐屯地で訓練を行う一方、残る3両も含めて全車に大規模なオーバーホールとエンジンの換装が行われることになった。同年9月の第二次世界大戦開戦時には、本車は完全に時代遅れの存在になっていたが、対ドイツ宣戦布告と動員の開始に際して、10両すべてが現役車両として復帰した。
プロパガンダのため、各車両にはフランスの古い地域名が命名され、各車はそれぞれ
- no 1 - no 91 « Provence »（91号車「プロヴァンス」）
- no 2 - no 92 « Picardie »（92号車「ピカルディー」）
- no 3 - no 93 « Alsace »（93号車「アルザス」）
- no 4 - no 94 « Bretagne »（94号車「ブルターニュ」）
- no 5 - no 95 « Touraine »（95号車「トゥーレーヌ」）
- no 6 - no 96 « Anjou »（96号車「アンジュ」）
- no 7 - no 97 « Normandie » （97号車「ノルマンディー」）
（1939年に « Lorraine »「ロレーヌ」と改称）
- no 8 - no 98 « Berry »（98号車「ベリー」）
- no 9 - no 99 « Champagne »（99号車「シャンパーニュ」）
- no 10 - no 90 « Poitou »（90号車「ポワトゥー」）

と名付けられた。
1939年10月には第51戦車大隊はルクセンブルク国境に近いメス北西のブリエ（仏語版）に移動し、オーバーホールとエンジンの換装は大隊の編制と移動に並行して1939年6月と7月から10月にかけて段階的に行われ、10月にすべてが完了した。ただし、これらのうち94号車「ブルターニュ」と96号車「アンジュ」は10両のうちで最も状態が良かったために同年9月に再度予備車に指定され、エンジンの換装作業は準備のみが進められて実際には行われていない。更に、オーバーホールに際し、既に在庫がなく早期の再生産による調達も難しい部品をこれら2両から流用することが行われたため、事実上の廃車状態となった。
再び世界大戦が始まり実戦状態に置かれたものの、シャール 2Cの主要な価値はプロパガンダにあり、1939年9月のフランス軍によるジークフリート線への小規模な攻撃にも参加しなかった。そのかわり、この巨大な戦車は鉄条網や石造りの建物を圧し潰して進み、古いフランスの砦を登って城壁を踏み潰すといったパフォーマンスを行い、その一連の広報は多くの士気高揚映画に用いられた。そのため、本車を対象とした多くの記録フィルムが残されており、後世にその威容を伝えている。
これらの広報は非常に効果的で、フランス国民には「シャール 2Cは無敵の超戦車である」という評判が得られたほか、諸外国にフランスの陸軍力、特に機甲戦力を過大に見積もらせることに成功していた。しかし、フランスの戦車指揮官達は評判からかけ離れた2C重戦車の実力をよく知っていた。第二次世界大戦の初頭においてさえ、巨大な車体は対戦車砲の脅威に脆い“いい標的”でしかなく、その鈍足さは迅速な戦場展開の妨げであったからである。

### 第2次世界大戦における戦歴
1940年5月10日にナチス・ドイツのフランス侵攻が開始された時点において、シャール2Cは8両が稼働体制にあり、全車がフルネ（Fournet）大佐を指揮官とする第511戦車連隊第51戦車大隊に所属していた。5月19日、いわゆる“電撃戦”に成功したドイツ機甲師団が連合軍の前線を分断させたとき、第51戦車大隊はブリエ北西にあるジュドルヴィル（仏語版） - ノルワ＝ル＝セック（仏語版）近辺の森林に布陣して待機中で、このうち95号車「トゥーレーヌ」は待機地点に向かう途中のマリー＝マンヴィル（仏語版）付近の路上で機関故障が発生し、修理中であった。
分断された連合軍が敗北と撤退を続ける中、この地域に配備されたフランス軍部隊はマジノ線による防衛計画に組み込まれていたために動かされぬままで、第51戦車大隊も上級部隊と共に待機を続けた。6月10日、パリが無防備都市の宣言と共に放棄され、連合軍、ひいてはフランスの敗北が決定的となると、フランス陸軍はこの有名な戦車がドイツ軍に捕獲されることを防ぐため、前線より引き揚げて鉄道機関によって南部へ輸送することを決定した。
第51戦車大隊の8両のシャール2Cは命令に従いナンシーの南西にあるゴンドルクール＝ル＝シャトー（仏語版）へ向けて移動すべく、最寄りの鉄道駅であり、重量貨物の取り扱い設備のあるランドル（仏語版）への移動を開始したが、マリー＝マンヴィルで修理中であった95号車「トゥーレーヌ」は修理が完了していないために同行できず、更に92号車「ピカルディー」がピエンヌ（仏語版）で電気系統の故障により行動不可能となり脱落した。残りの6両は6月12日にはランドルに到達して鉄道輸送のための積載作業を開始し、翌13日の13：30から14：30にかけて3両ずつ2つの列車に別れて南への移動を開始した。同行できなかった2両はそれぞれ6月12日と13日に上級司令部の指示により爆破処分された。
列車は13日の夜から14日にかけてイタリア空軍の航空機による攻撃を受けたが、爆撃が不正確なこともあり、損害はなかった。ドイツ軍の侵攻が迫っている中、情報が錯綜して命令系統が混乱し、目的地となる集結地点が再三変更された上、フランス各地の鉄道はドイツ空軍の爆撃によって各所で線路が寸断されているため、路線は南部へ移動する他の部隊を乗せた列車で混雑しており、6月15日、列車は予定より大幅に遅れて経由通過地点であったヌフシャトーに到着し、上級部隊との連絡が円滑に行えない中で辛くも受領した命令により、更に南、ディジョン北方にあるイス＝シュル＝ティーユ（仏語版）を目指した。
6月15日午後、2C重戦車を載せた列車はヴァル＝ド・ムーズ（仏語版）東方にあるムーズ駅付近で、先行する燃料輸送列車が急降下爆撃機の攻撃により炎上したために前後5本の列車と共に線路上で停止、先行列車と後続列車に挟まれて前進も後進も不可能になり、更に、進路上にあるキュルモン・シャランドレ駅（仏語版）が既にドイツ軍により占領されたとの報告がもたらされた。
大隊長フルネ大佐は戦車を貨車から降ろして自走による退避を検討したが、2C重戦車を輸送している列車を始めとして、機関士が軍の指示を待たずに避難してしまったために機関車を動かせず、降車作業を行うための作業空間が確保できないために戦車を貨車から降車させることも困難となった。このままでは進撃してくるドイツ軍により抵抗もできぬまま捕獲されることが必至となったため、事前に上級司令部に与えられていた命令に従って列車上で自爆処分することが決断され、工兵隊の支援の下、翌日の午後までに全車が処分された。
こうして、フランス唯一の超重戦車は、実戦に参加したものの一度も戦闘を経験することなくすべてが失われた。

### その後
爆破されたシャール2Cはそのまま駅構内に放置され、第51戦車大隊の隊員は今だ健在な鉄道路線を求めてムーズ駅から道路沿いに南東へ進み、同じく南部フランスを目指す他の部隊と合流しつつ、最終的にはフランス南部のアルビへと到達した。
放棄された列車と車輌はその後ヴァル＝ド・ムーズへ進軍してきたドイツ国防軍第8装甲師団第10装甲連隊によって発見されて捕獲された。放棄車両の中で、99号車「シャンパーニュ」だけは爆破に失敗しており、ほぼ無傷で捕獲された。
爆破された他の車両のうち、比較的損傷の小さかった91号車「プロヴァンス」、93号車「アルザス」および97号車「ロレーヌ」（「ノルマンディー」）、90号車「ポワトゥー」の4両は可能な限り損傷を修復した上で、1940年7月に99号車と共にベルリン郊外のクンマースドルフ試験場(独語版)へ輸送された。99号車は他の鹵獲連合軍車両と共に戦利品として展示され、一般に公開された。ゲッベルスとゲーリングは「この時代遅れの世界最大の戦車は我がドイツの新時代の兵器である急降下爆撃機により破壊された」と喧伝し、このプロパガンダは多くのメディアによって繰り返された。
ムーズ駅付近で鹵獲された車両群のほか、ドイツ軍はヴェルダン近郊の駐屯地内で自爆処分された状態で鹵獲した94・96号車、およびランドル周辺で自爆処分され鹵獲された92・95号車も1941年3月にクンマースドルフに移送したとされ、これらドイツ軍の保有となったシャール2Cには「Schwerer "Durchbruch" Kampfwagen 2C (741) (f)（重"突破"戦闘車両 2C（741番）（フランス製）の意）」の分類名称が与えられた。
これらPkfw2C 741(f) はドイツ軍により性能の分析と試験が行われた後、1942年までドイツ軍の装備する数々の対戦車兵器による実射試験の標的として用いられた。その後は「スクラップとして処分された」という説と「状態はともかくソビエト軍がクンマースドルフに進駐した後も1948年までは残存していた」という説がある。いずれにしても1942年以降の所在は不明となっているが、「残存していたものがソビエト軍によって接収されてソビエト本国に移送された」という説があり、本車がロシアのクビンカ戦車博物館に現在でも保管されているのではないか、という推測を呼ぶ原因となった。
しかし、2015年現在、ソビエトが崩壊して各種の機密情報が公開され、クビンカ博物館が一般に公開されるようになった後も、これらの車両は発見されていない。
シャール2Cに関する遺物としては、鉄道輸送用の結合式貨車が1セットのみ現存しており、ソミュール戦車博物館（Musée des Blindés）にて保存されている。

## ギャラリー

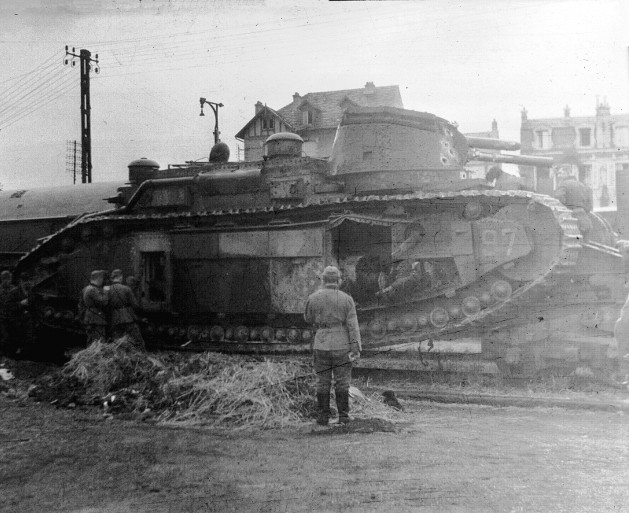
鉄道輸送状態のまま線路上で自爆処分されて鹵獲された97号車「ロレーヌ」号 側面装甲板が脱落して車内の発電機が露出しているのを確認できる（写真中央の人物の右側）
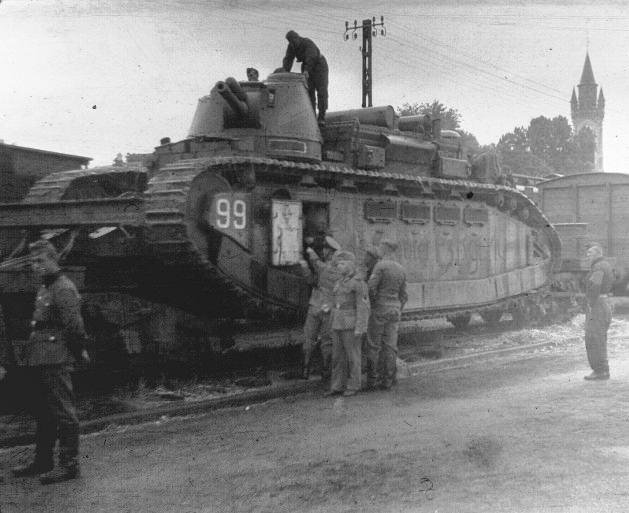
唯一爆破されていない状態で鹵獲された99号車「シャンパーニュ」号[注釈 25]
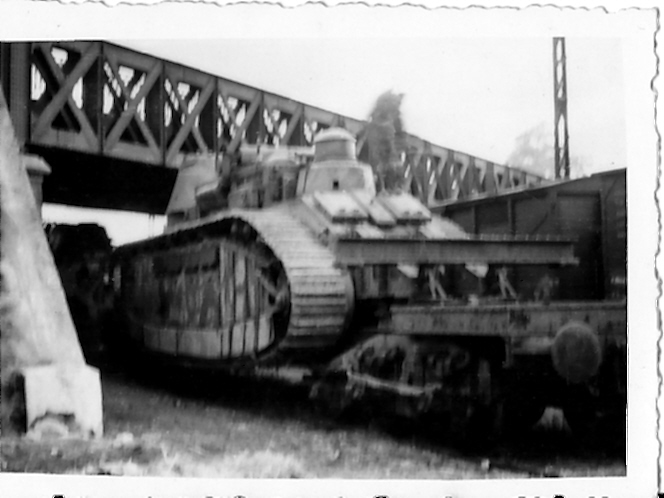
鉄道輸送中のシャール2C（99号車「シャンパーニュ」号と推測される）[注釈 26]

これらの写真は1940年7月にドイツ軍に鹵獲された車両がドイツ本国に移送される途上、フランス北東部のリュネヴィルを通過中に撮影された写真で、リュネヴィル駅東方にある跨線橋の高さがシャール2Cを積載した貨車を通過させるのに不安があるとして列車が一旦停止した際に撮影されたものである。

## 登場作品

### ゲーム
『トータル・タンク・シミュレーター』
フランスの重戦車CHAR 2Cとして登場。
『バトルフィールド1』
巨大兵器として登場。
『War Thunder』
フランス課金ツリーに発展型のシャール2C bisが、2C bisとして登場。また開発ツリーにシャール2Cが、2Cとして登場。